# وادي سهام
وادي سهام وهو أحد أودية اليمن و يأتي من مشارف خولان العالية الغربية ووعلان وسامك وعافش وغرشْ آنس وتضم إليه السيول من شمال آنس وجنوب بني مطر وجنوب الحيمة وجنوب حراز وشمال جبال ريمة ويمر بشمال جبل برع فيسقي أرض المراوعة والقُطيع والأراضي الزراعية في الكشوبع(الشراقية) ويصب في البحر الأحمر جنوب مدينة الحديدة.